# Tornio voyageurs
|  | Denne artikel er oprettet af botten PalnaBot ud fra en ekstern database. Den kan derfor have sproglige fejl eller mangler. Denne skabelon kan fjernes efter kontrol af indholdet. |

Tornio voyageurs er en film instrueret af Hans Michael Nielsen.

## Handling
En stor kano, en fri elv - en dokumentarfilm om en dansk tømrer og realiseringen af hans drøm om at bygge en 30 fod lang voyageur-kano og sejle ned ad Torneelven i Nordsverige, en af de sidste frie floder i Skandinavien. Samtidig er filmen et indlæg i debatten om vigtigheden af at bevare en ren og uberørt natur.